# 520-529
De jaren 520-529 (van de christelijke jaartelling) zijn een decennium in de 6e eeuw.

## Belangrijke gebeurtenissen
- 523 : De stad Leptis Magna wordt geplunderd door Berbers.
- 526 ; Een nieuw conflict breekt uit over de Kaukasus, de Iberische Oorlog (526-532).
- 526 : Theodorik de Grote sterft en wordt opgevolgd door zijn dochter Amalasuntha.
- De stad Antiochië in de provincie Syria van het Byzantijnse Rijk wordt in 526 en 528 getroffen en verwoest door zware aardbevingen.

## Godsdienst
- 526 : Het Kleed van Edessa wordt ontdekt tijdens herstelwerkzaamheden na een grote overstroming die Edessa trof.
- 529 : Benedictus van Nursia sticht de Abdij van Monte Cassino.
- 529 : Tweede Concilie van Orange. Het concilie bevestigde voor een groot deel de theologie van Augustinus van Hippo en zette zich af tegen de doctrine van het semi-pelagianisme.

## Wetenschap

### Filosofie
- 524 : Over de vertroosting der wijsbegeerte geschreven door Boëthius.

### Geschiedenis
- 526 : Dionysius Exiguus stelt voor een nieuwe jaartelling te gebruiken, de christelijke jaartelling, die zijn aftelpunt heeft bij de geboorte van Christus.

### Recht
- 528 : Justinianus stelt een commissie in die alle wetten, die sinds Hadrianus nog van kracht zijn, moet bundelen. Dit wordt de grondslag van het Corpus Juris Civilis.
- 529 : Het Codex Justinianus verschijnt. Dit groots stuk wetgeving van de hand van keizer Justinianus vervangt de Codex Theodosianus en is de basis voor veel van de wetgeving in het latere West-Europa en het Rusland van de tsaren.

## Heersers

### Europa
- Bourgondiërs: Sigismund (516-524), Gundomar II (524-534)
- Byzantijnse Rijk: Justinus I (518-527), Justinianus I (527-565)
- Essex: Æscwine (ca. 527-587)
- Franken: Reims: Theuderik I (511-534), Parijs: Childebert I (511-558), Orléans: Chlodomer (511-524), Soissons: Chlotharius I (511-561)
- Gwynedd: Maelgwn (ca. 520-547)
- Kent: Octa (516-540)
- Longobarden: Wacho (ca. 510-539)
- Ostrogoten: Theodorik de Grote (474-526), Athalarik (526-534)
- Vandalen: Thrasamund (496-523), Hilderik (523-530)
- Visigoten: regentschap van Theodorik de Grote (511-526), Amalarik (526-531)

### Azië
- China
  - Noordelijke Wei: Beiwei Xiaomingdi (516-528), Beiwei Xiaozhuangdi (528-530)
  - Liang: Liang Wudi (502-549)
- Iberië: Datsji (522-534)
- Japan (traditionele data): Keitai (507-531)
- Korea
  - Koguryo: Anjang (519-531)
  - Paekche: Muryeong (501-523), Seong (523-554)
  - Silla: Beopheung (514-540)
- Perzië (Sassaniden): Kavad I (488-531)

### Religie
- paus: Hormisdas (514-523), Johannes I (523-526), Felix III (526-530)
- patriarch van Alexandrië: Timoteüs IV (III) (517-535)
- patriarch van Antiochië (Grieks): Paulus II (518-521), Eufrasius (521-526), Efraïm (526-546)
- patriarch van Antiochië (Syrisch): Severus (512-538)
- patriarch van Constantinopel: Johannes II van Cappadocië (518-520), Epifanius (520-535)
- patriarch van Jeruzalem: Johannes III (516-524), Petrus (524-552)

<< · 520 · 521 · 522 · 523 · 524 · 525 · 526 · 527 · 528 · 529 · >>
<< · 500-509 · 510-519 · 520-529 · 530-539 · 540-549 · 550-559 · 560-569 · 570-579 · 580-589 · 590-599 · >>